# Prince of Persia: Warrior Within Original Soundtrack
Prince of Persia: Warrior Within Original Soundtrack é um álbum da trilha sonora do jogo da série Prince of Persia, Prince of Persia: Warrior Within. O álbum foi lançado em 19 de outubro de 2005 pela Team Entertainment. Sua gravação ocorreu no período de desenvolvimento do jogo, de 2004 até 2005.
A trilha sonora consisti totalmente de toques de guitarra, influenciada pelo heavy metal. Canções que fazem parte do jogo como "I Stand Alone" e "Straight Out of Line", da banda Godsmack, não aparecem na trilha sonora do álbum.

## Faixas
| N.º            | Título                                  | Compositor(es)  | Duração |  |
| 1.             | "Welcome Within"                        | Stuart Chatwood | 1:19    |  |
| 2.             | "Attack at Sea"                         | Stuart Chatwood | 2:14    |  |
| 3.             | "Conflict at the Entrance"              | Stuart Chatwood | 2:10    |  |
| 4.             | "Tower Encounter"                       | Stuart Chatwood | 2:11    |  |
| 5.             | "Confrontation in the Mechanical Tower" | Stuart Chatwood | 2:27    |  |
| 6.             | "Military Aggression"                   | Stuart Chatwood | 2:15    |  |
| 7.             | "Clash in the Catacombs"                | Stuart Chatwood | 2:15    |  |
| 8.             | "Struggle in the Library"               | Stuart Chatwood | 2:27    |  |
| 9.             | "Rooftop Engagement"                    | Stuart Chatwood | 2:15    |  |
| 10.            | "An Unsafe Sanctuary"                   | Stuart Chatwood | 2:16    |  |
| 11.            | "The Mystic Caves"                      | Stuart Chatwood | 2:24    |  |
| 12.            | "Mystic Sanctuary"                      | Stuart Chatwood | 1:12    |  |
| 13.            | "Desolation of the Tower"               | Stuart Chatwood | 1:32    |  |
| 14.            | "Avoid the Guards"                      | Stuart Chatwood | 1:20    |  |
| 15.            | "Explore the Catacombs"                 | Stuart Chatwood | 1:30    |  |
| 16.            | "Divine Sacrifice"                      | Stuart Chatwood | 1:32    |  |
| 17.            | "Dark Gardens"                          | Stuart Chatwood | 1:25    |  |
| 18.            | "Shadows of the Tower"                  | Stuart Chatwood | 1:41    |  |
| 19.            | "The Guard Tower Past"                  | Stuart Chatwood | 1:30    |  |
| 20.            | "Worried in the Catacombs"              | Stuart Chatwood | 1:27    |  |
| 21.            | "The Mask Sanctuary"                    | Stuart Chatwood | 1:08    |  |
| 22.            | "The Chase of Time"                     | Inon Zur        | 3:25    |  |
| 23.            | "The Prophecy"                          | Inon Zur        | 2:11    |  |
| 24.            | "Escape in the Temple"                  | Inon Zur        | 0:30    |  |
| 25.            | "Despair and Hope"                      | Inon Zur        | 2:13    |  |
| 26.            | "The Mask"                              | Inon Zur        | 1:15    |  |
| 27.            | "Dahaka's Revenge"                      | Inon Zur        | 1:51    |  |
| 28.            | "Back to Babylon"                       | Inon Zur        | 2:44    |  |
| 29.            | "Escape the Dahaka"                     | Stuart Chatwood | 2:20    |  |
| 30.            | "At War with Kaileena"                  | Stuart Chatwood | 2:12    |  |
| 31.            | "Battle the Dahaka"                     | Stuart Chatwood | 2:24    |  |
| 32.            | "Conflict of the Griffins"              | Stuart Chatwood | 2:25    |  |
| Duração total: | Duração total:                          | Duração total:  | 62:00   |  |